# Leorința-Șăulia
Leorința-Șăulia – wieś w Rumunii, w okręgu Marusza, w gminie Șăulia. W 2011 roku liczyła 155 mieszkańców.